# Минервин, Михаил Михайлович
Михаи́л Миха́йлович Мине́рвин (1886—1949) — участник Белого движения на Юге России, первопоходник, полковник 3-го Корниловского полка.

## Биография
Сын штабс-капитана. Уроженец Приморской области.
Окончил Сибирский кадетский корпус (1906) и Павловское военное училище (1908), откуда выпущен был подпоручиком во 2-й Сибирский стрелковый полк. Произведен в поручики 15 октября 1912 года.
24 мая 1914 года переведен в 4-й Туркестанский стрелковый полк, в рядах которого и вступил в Первую мировую войну. Был дважды ранен и контужен. За боевые отличия награждён несколькими орденами, в том числе орденом св. Анны 4-й степени с надписью «за храбрость». Произведен в штабс-капитаны 11 февраля 1916 года «за выслугу лет», в капитаны — 1 сентября того же года.
С началом Гражданской войны вступил в Добровольческую армию, был зачислен в Корниловский ударный полк. Участвовал в 1-м Кубанском походе в должности командира 3-й, а затем 2-й роты названного полка. Был ранен 22 марта 1918 года под Екатеринодаром. Во ВСЮР и Русской армии — в Корниловской дивизии до эвакуации Крыма. Произведен в полковники 5 ноября 1919 года. В бою 26 октября 1920 года на Юшуньских позициях вступил в командование 3-м Корниловским полком после ранений полковника Щеглова и его помощника подполковника Пуха. На 18 декабря 1920 года — в 9-й роте Корниловского полка в Галлиполи. С 24 декабря 1921 года назначен командиром 12-й роты того же полка.
Осенью 1925 года — в составе Корниловского полка в Болгарии. В эмиграции во Франции. Скончался в 1949 году в Тарбе. Был женат.

## Награды
- Орден Святой Анны 4-й ст. с надписью «за храбрость» (ВП 20.04.1915)
- Орден Святой Анны 3-й ст. с мечами и бантом (ВП 7.09.1916)
- Орден Святого Станислава 2-й ст. с мечами (ПАФ 7.03.1917)
- старшинство в чине поручика с 15 июня 1911 года (ВП 19.01.1916)
- старшинство в чине капитана с 30 августа 1913 года (ПАФ 4.06.1917)